# Angelfish (альбом)
Angelfish (в пер. с англ. морской ангел) — дебютный и единственный студийный альбом шотландской рок-группы Angelfish, выпущенный в феврале 1994 года на лейблах Radioactive Records и MCA. Запись альбома началась после того, как MCA Records предложил клавишнице и бэк-вокалистке группы Goodbye Mr. Mackenzie Ширли Мэнсон начать сольную деятельность. Мэнсон подписала контракт с лейблом и основала группу Angelfish, в которую вошли некоторые музыканты из Goodbye Mr. Mackenzie, а именно Мартин Меткалф, Фин Уилсон и Дерек Келли.
В поддержку альбома группа выпустила мини-альбом Suffocate Me, релиз которого состоялся в июне 1993 года, и сингл «Heartbreak to Hate», вышедший в марте 1994. Видеоклип на песню «Suffocate Me» один раз транслировался на канале MTV, в рамках шоу 120 Minutes, во время которого Ширли Мэнсон заметили основатели группы Garbage Стив Маркер, Бутч Виг и Дюк Эриксон. Музыканты предложили Мэнсон стать вокалисткой новой группы. Вскоре группа Angelfish распалась и в августе 1994 года Ширли Мэнсон присоединилась к Garbage.

## Список композиций
Все композиции написаны участниками группы Angelfish, кроме «You Can Love Her», написанной Холли Винсентом, и «The End», написанной Мартином Меткалфом, Дереком Келли и Нилом Болдуином.
1. «Dogs in a Cage» — 2:34
2. «Suffocate Me» — 3:40
3. «You Can Love Her» (Холли Винсент) — 3:48
4. «King of the World» — 3:03
5. «Sleep with Me» — 3:21
6. «Heartbreak to Hate» — 4:15
7. «The Sun Won’t Shine» — 3:52
8. «Mummy Can’t Drive» — 3:57
9. «Tomorrow Forever» — 3:30
10. «The End» (Мартин Меткалф, Дерек Келли, Нил Болдуин) — 4:25

## История релиза
| Регион | Дата            | Лейбл                            |
| ------ | --------------- | -------------------------------- |
| Япония | 2 февраля 1994  | MCA Victor MVCM 456              |
| Канада | 15 февраля 1994 | MCA Canada RARD-10917            |
| США    | 15 февраля 1994 | Radioactive Records RARD/C-10917 |
| Европа | 28 февраля 1994 | MCA Records RARD-10917           |

В Великобритании альбом распространялся лейблом Island Records как импортный релиз. В настоящее время альбом издаётся с наклейкой «Совместно с Ширли Мэнсон из Garbage».

## Позиции в чартах и продажи
| Страна | Высшая позиция | Сертификация | Продажи |
| ------ | -------------- | ------------ | ------- |
| США    | -              | Отсутствует  | 10,000  |

## Участники записи
- Ширли Мэнсон — вокал
- Мартин Меткалф — гитара
- Фин Уилсон — бас-гитара
- Дерек Келли — ударные
- Крис Франц — продюсер
- Тина Вэймот — продюсер
- Гэри Курферст — исполнительный продюсер